# アタザナビル・リトナビル
アタザナビル・リトナビル（Atazanavir/ritonavir、ATV/r）は、HIV/AIDSの治療に使用される固定用量の配合薬である。アタザナビルとリトナビルを組み合わされたものである。ロピナビル・リトナビルの代わりに使用されることがある。投与法は経口である。
副作用は一般的に少ない。あげられる副作用は、腹痛、下痢、皮膚の黄ばみ、筋肉痛、頭痛などである。根本に肝臓の疾患がある患者への使用には、より注意を払う必要がある。妊娠中の人への使用は安全とされる。この配合薬の作用機序は、アタザナビルがプロテアーゼ阻害剤として機能し、リトナビルがアタザナビルの効果を上昇させる。
この組み合わせは、2012年にインドでの使用が承認され、2017年現在米国での承認待ちである。世界保健機関の必須医薬品リストに収載されている。 2012年の発展途上国での年間平均価格は281米ドルである。